# Panicum cynodon
Panicum cynodon là một loài thực vật có hoa trong họ Hòa thảo. Loài này được Reichardt mô tả khoa học đầu tiên năm 1878.